# Klaus von Hohenfriedeberg

Klaus von Hohenfriedeberg (Cochabamba, Bolivia, 27 de noviembre de 1990) KvonH es un escritor boliviano, autor de la novela Mi tío, el nazi.

## Biografía
KvonH nació en Cochabamba (Bolivia). A la edad de 8 años, su familia se mudó a Valencia (Venezuela), para retornar años más tarde a Cochabamba. En el 2002 su familia decide regresar a Venezuela, pero debido al Paro petrolero la mudanza ocurre recién en el año 2004. Dicho año la familia se muda a Caracas, ciudad donde von Hohenfriedeberg va al colegio y aprende italiano.
Después de salir del colegio, KvonH realiza un año de intercambio con la organización AFS Venezuela en la ciudad de Krefeld (Alemania). Este año y su posterior retorno a una Venezuela que empezaba a sentir los efectos del chavismo, marcarían su obra literaria y posición política. 
Estudió en la Universidad Metropolitana las carreras de Ingeniería de Sistemas y de Ingeniería Eléctrica. En este periodo fundó la agrupación no oficial UnimetanoSoy dedicada a reseñar, contar y criticar los sucesos de la vida universitaria, centrándose en lo que él acuñó como identidad unimetana y orgullo unimetano, términos que pasaron a ser usados por la administración y profesorado de la universidad. Con el apoyo de varios estudiantes, administró la cuenta de Twitter de la agrupación, donde publicó varias historias y recopilaciones sobre leyendas unimetanas, que recopila en su obra Antología Unimetana. 
En 2013 se mudó a la ciudad de Bochum (Alemania) para comenzar su maestría en Informática Aplicada, y dos años más tarde comenzó a escribir la novela Mi tío, el nazi. Esta obra fue finalmente publicada en 2019 por la editorial Caligrama, del grupo Penguin Random House Grupo Editorial, y obtuvo el sello Talento. 

### Mi tío, el nazi
La novela es a la vez ficción histórica y Bildungsroman. El libro destaca por el uso de la manipulación del tiempo, con una serie de anacronías, entre ellas analepsis, racconto y prolepsis. La historia tiene dos tramas principales. 
En la primera se cuenta la historia de un joven alemán, Friedrich Schneidereit, originario de la ciudad de Königsberg (actual Kaliningrado), perteneciente a las Juventudes Hitlerianas, quien, tras ser atrapado por los soviéticos luego de la Batalla de Königsberg, es enviado a un Campo de concentración del Gulag soviético. Friedrich es liberado años más tarde y se establece en Caracas (Venezuela). 
La segunda trama trata sobre el sobrino nieto de Friedrich, Stefan Schneidereit, un joven del movimiento Antifa y aficionado a los ideales socialistas. Stefan por azares del destino es enviado a vivir con su tío abuelo. En la Venezuela gobernada por Hugo Chávez, y viviendo en el mismo techo que aquel soldado nazi, Stefan se ve envuelto en abrumadoras situaciones que terminarán por formar su carácter. 

#### Recepción
A noviembre de 2020, el libro posee una clasificación de 4,88/5 estrellas en la plataforma Goodreads